# 吕去病
吕去病（1915年4月19日—2012年），江苏丹阳人，中华人民共和国政治人物、弹药火箭专家、高级工程师。1954年，当选第一届全国人民代表大会代表。他是画家吕凤子的次子。

## 生平
1933年就学于中央大学，1939年毕业于中国军政部兵工大学部兵器系，1945年往美国兵工学校学习轻兵器，8个月毕业，回国历任兵工厂的技术员，制造所主任和工程师。
1949年任中国人民解放军第二野战军军械部技术员和副课长。1950年由重庆调沈阳“五二”工厂任火箭研究小组长兼技术科长。1952年当选为沈阳市第三届劳动模范，并被评为国家二级工程师。当选为沈阳市政协委员。1953年当选为沈阳市第四届劳动模范，并由中央人民政府任命为沈阳市人民政府委员，同年当选为全国工会“七大”代表。1954年任沈阳724厂生产副厂长兼总工程师，并当选为第一届全国人大代表。1955年当选为沈阳市人民委员会委员。1956年当选为沈阳市第二届人民代表。1959－1964年因开发新产品著功获部令表扬和奖励。1978年入中国共产党。1979年调西安任兵器工业部第二三研究所总工程师，并任陕西省兵工学会第一届副理事长兼秘书长、中国兵工学会弹药专业学会副主任委员、中国兵工学会弹道专业学会副主任委员、中国兵工学会应用数学研究会副主任委员。1982年调西安工业学院任顾问兼管理系教授，并当选为陕西省科协第二届委员。1983年当选为陕西省政协第五届委员，同年受聘为兵器部科技委员会委员。1984年被评为陕西省兵工学会优秀会员。1985年以后，专任管理系教授。1988年当选为陕西省兵工学会名誉理事。

## 成就
中华人民共和国成立后，曾领导研制中国第一代反坦克火箭、炮兵火箭，1951年获国家创造发明奖一等奖。1952年，受到周恩来的宴请，出席中南海怀仁堂的酒会；1954年参加国庆5周年观礼活动，受到毛泽东的接见。1978年，被特邀出席全国科学技术大会，受到邓小平等领导人的接见。